# Wybory do Parlamentu Europejskiego w Niemczech w 1994 roku
Wybory do Parlamentu Europejskiego w Niemczech w 1994 roku – czwarte w historii, a pierwsze po zjednoczeniu Niemiec wybory do Parlamentu Europejskiego przeprowadzane w Niemczech. Odbyły się 12 czerwca 1994 roku. Wzięło w nich udział 26 partii i organizacji politycznych. Niemcy mogli wybrać po raz pierwszy aż 99 swoich przedstawicieli do Europarlamentu. Wybory wygrała Socjaldemokratyczna Partia Niemiec z ponad 32- procentowym poparciem. Frekwencja wyniosła 60,0%.

## Wyniki wyborów
| Lista wyborcza                           | Głosy      | %     | Mandaty | Zmiana |
| ---------------------------------------- | ---------- | ----- | ------- | ------ |
| Socjaldemokratyczna Partia Niemiec (SPD) | 11 389 697 | 32,2  | 40      | +9     |
| Unia Chrześcijańsko-Demokratyczna (CDU)  | 11 346 073 | 32,0  | 39      | +14    |
| Związek 90/Zieloni                       | 3 563 268  | 10,1  | 12      | +4     |
| Unia Chrześcijańsko-Społeczna (CSU)      | 2 393 374  | 6,8   | 8       | +1     |
| Głosy nieważne i puste                   | 884 115    | –     | –       | –      |
| Razem                                    | 36 295 529 | 100,0 | 99      | +18    |